# Las Oaks
El clásico Las Oaks es una carrera de la hípica chilena de Grupo I, disputada anualmente en el Club Hípico de Santiago. Es una prueba reservada solo para las hembras de la generación 3 años, en la cual se define a la mejor dentro de su categoría. Esta carrera es el último clásico de Grupo I del Club Hípico. Hasta 2015 esta carrera se solía disputar cercana a la primera semana de diciembre, desde 2016 se corre en una de las últimas reuniones de carreras del año, en la última semana de dicho mes. Su nombre proviene de su clásico paralelo Oaks Stakes, que se disputa en el hipódromo de Epsom en Inglaterra.
Esta carrera se disputó por primera vez en 1905, en la distancia de 2200 metros y era reservada para hembras de 3 años y más, dos años más tarde la carrera quedó en 2400 metros para hembras solo de tres años, Hasta el año 2005 se mantuvo en dicha distancia, desde el 2006 a la fecha se disputa en distancia de 2000 metros.

## Récords
Récord de la distancia: 
- Rita Mitsuco (2005), 2.400 con 2:27.42

Preparador con más triunfos
- 8 - Patricio Baeza A. (1995, 2000, 2001, 2009, 2013, 2018, 2021, 2022)

Criador con más triunfos
- 8 - Haras Matancilla (1964, 1981, 1985, 1986, 1988, 2002, 2003, 2007)

Jinete con más triunfos
- 5 - Luis Torres Ch. (1992, 1994, 1998, 1999, 2000)

## Ganadoras del Clásico Las Oaks
Las siguientes son las ganadores del clásico desde 1989.
| Año  | Caballo           | Jinete            | Preparador           | Stud                 | Haras             | Tiempo  |
| ---- | ----------------- | ----------------- | -------------------- | -------------------- | ----------------- | ------- |
| 1989 | Peregrinación     | Sergio Vásquez    | Óscar González G.    | Los Pellines         | Trafalgar.        | 2.26.02 |
| 1990 | Cristalline       | Sergio Vasquez    | Óscar González G.    | Los Pellines         | Trafalgar         | 2.27.00 |
| 1991 | Doryanna (Arg)    | Héctor Salazar    | Juan Silva G.        | Vendaval             | Ojo de Agua (Arg) | 2.26.04 |
| 1992 | Ilusión           | Luis Torres       | Delfín Bernal G.     | Inesita              | Santa Inés        | 2.29.03 |
| 1993 | Perhaps Love      | Fernando Díaz     | Wilson Robles F.     | Urogallo             | Don Alberto       | 2.27.02 |
| 1994 | Viste Bien        | Luis Torres       | Juan Cavieres A.     | Chevalex             | Chevalex          | 2.27.01 |
| 1995 | Rosamora          | Marcos Aranda     | Patricio Baeza A.    | Maitenal             | Santa Isabel      | 2.31.00 |
| 1996 | Marsiglia (Arg)   | Esteban Rojas     | Samuel Fuentes P.    | Maverick             | El Candil (Arg)   | 2.25.03 |
| 1997 | Santona           | Mauricio Figueroa | Samuel Fuentes P.    | Santa Isabel         | Santa Isabel      | 2.25.00 |
| 1998 | Val Gardena       | Luis Torres       | Juan Cavieres A.     | Doña Sofía           | Figurón           | 2.26.04 |
| 1999 | Washington City   | Luis Torres       | Juan Cavieres A.     | Haras Trafalgar      | Trafalgar         | 2.25.04 |
| 2000 | Mar de Kara       | Luis Torres       | Patricio Baeza A.    | Barrúa               | De Pirque         | 2.27.03 |
| 2001 | Noches de Rosa    | Richard Castillo  | Patricio Baeza A.    | La Nonna             | Don Alberto       | 2.27.01 |
| 2002 | Crystal Clear     | Richard Castillo  | Juan Cavieres A.     | Matancilla           | Matancilla        | 2.27.00 |
| 2003 | Ser o No Ser      | Claudio Acevedo   | Miguel Medina T.     | Matancilla           | Matancilla        | 2.26.03 |
| 2004 | Noche Linda       | Gonzalo Ulloa     | Alejandro Aguado C.  | Carioca              | Carioca           | 2.26.29 |
| 2005 | Rita Mitsuco      | Manuel Martínez   | Oliverio Martínez L. | Degoló               | Dadinco           | 2.27.42 |
| 2006 | Hush Money        | Hernán E. Ulloa   | Guillermo Aguirre A. | La Pacita            | De Pirque         | 1.59.45 |
| 2007 | Candy Doll        | Richard Castillo  | Juan Cavieres A.     | Matancilla           | Matancilla        | 1.59.17 |
| 2008 | Raja Diabla       | Óscar Ulloa       | Héctor Morales B.    | Barrabás             | El Tambo          | 1.58.17 |
| 2009 | Casablanca Smile  | Héctor I. Berríos | Patricio Baeza A.    | Carillanca           | El Sheik          | 1.59.23 |
| 2010 | Lady Pelusa (Arg) | Óscar Ulloa       | Jorge Inda M.        | Haras Convento Viejo | Convento Viejo    | 2.01.12 |
| 2011 | La Haina          | Jaime Medina      | Oliverio Martínez L. | Los Tilos            | La Obra           | 1.59.73 |
| 2012 | La Dalila         | David Sánchez     | Sergio Inda M.       | Haras La Obra        | La Obra           | 1.58.61 |
| 2013 | Romaña Ruler      | Héctor I. Berríos | Patricio Baeza A.    | El Tata              | Don Alberto       | 1.57.84 |
| 2014 | Mi Coqueta        | Gonzalo Ulloa     | Juan C. Silva S.     | Vendaval             | Paso Nevado       | 1.56.67 |
| 2015 | Wapi              | Gonzalo Ulloa     | Juan C. Silva S.     | Vendaval             | Paso Nevado       | 1:57:69 |
| 2016 | Marie Madelaine   | Óscar Ulloa       | Jorge A. Inda D.     | Haras Don Alberto    | Don Alberto       | 1:59:85 |
| 2017 | Penn Rose         | Jeremy Laprida    | Guillermo Aguirre A. | Haras Don Alberto    | Don Alberto       | 1:59:95 |
| 2018 | La Cañita         | Kevin Espina      | Patricio Baeza A.    | Vendaval             | Paso Nevado       | 1:58:27 |
| 2019 | Brooke            | Jeremy Laprida    | Jorge A. Inda D.     | El Tata              | Don Alberto       | 1.57.89 |
| 2020 | La Poetisa (USA)  | Jorge A. González | Sergio Inda M.       | Haras Don Alberto    | Don Alberto       | 1.58.89 |
| 2021 | Y Nada Más        | Óscar Ulloa       | Patricio Baeza A.    | Haras Don Alberto    | Don Alberto       | 2.00.57 |
| 2022 | Mamá Lili         | Jorge A. González | Patricio Baeza A.    | Stud Doña Eliana     | Don Alberto       | 1.58.42 |
| 2023 | North Ridge       | Gonzalo Ulloa     | Jorge A. Inda D.     | Stud La Nonna Ltda.  | Don Alberto       | 2.00.36 |
| 2024 | Cassis Violeta    | Jorge A. González | Julio Orellana R.    | Doña Lili            | Don Alberto       | 2.01.38 |

## Última edición
El viernes 27 de diciembre de 2024. se disputó una nueva versión del Clásico Las Oaks. Ganó la ejemplar Cassis Violeta (hija de Midshipman), derrotando a Play For Me, en el tercer lugar se ubicó La Crosse, en el cuarto lugar se ubicó Día de Otoño y la tabla la cerró Lucky Red. Cassis Violeta fue conducida por Jorge A. González, quien consigue su segunda "Oaks", es preparada por Julio Orellana R., pertenece al stud Doña Lili y fue criada en el Haras Don Alberto.